# Аутригер

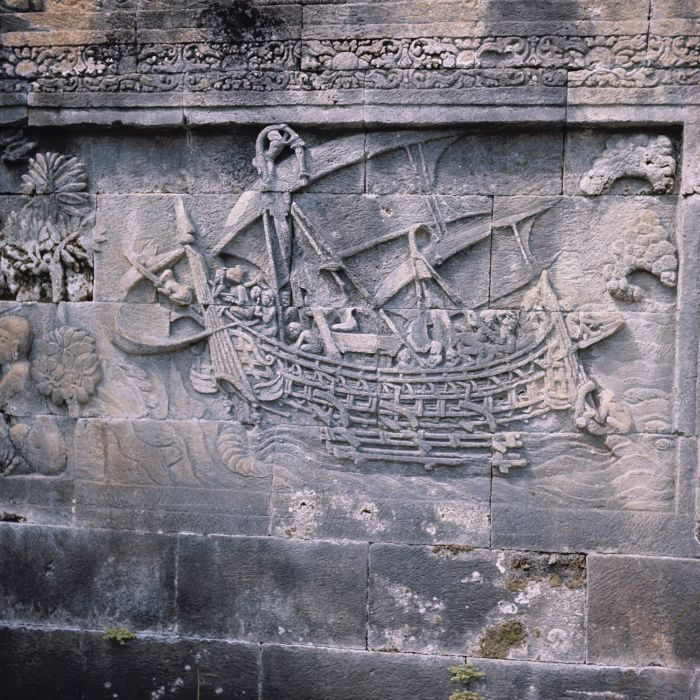
Боробудурський корабель — вітрильне судно з аутригером. Борободур. Ява., VIII ст. н. е.

Аутри́гер (англ. outrigger, від out- — «поза-, зовні» + rig — «оснащення, обладнання») — виносна конструкція на човнах і колісній техніці.

## Човни

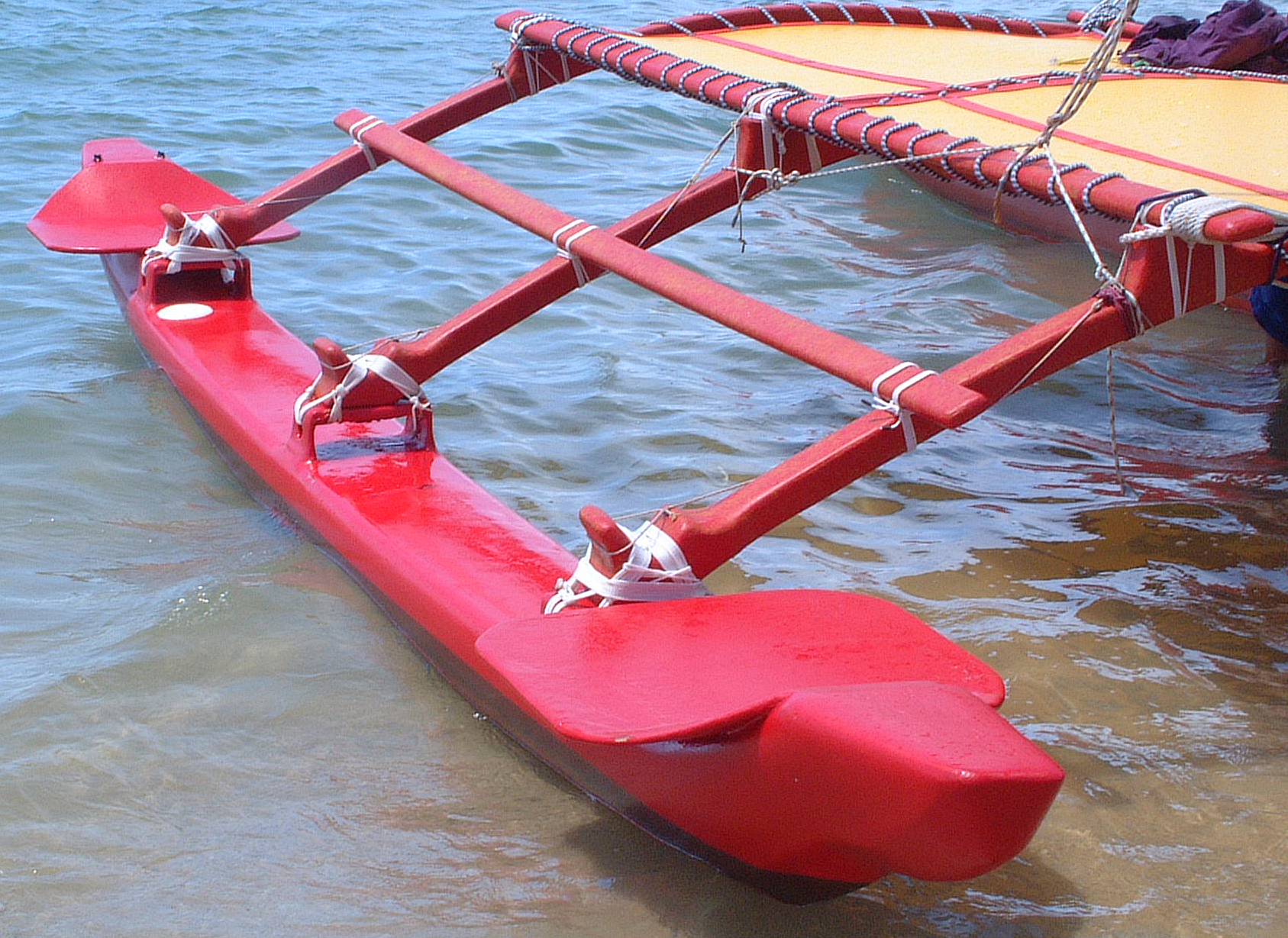
Аутригер сучасного гавайського балансирного каное

Аутригер чи балансир — поплавець чи невеликий корпус, винесений убік від основного корпусу судна, призначений для поліпшення остійності. На човнах з єдиним аутригером він зазвичай розташовується з навітряного боку. Конструкція запозичена в австронезійців, існує у двох різновидах: з двома (переважає в Південно-Східній Азії) та з одним аутригером (переважає на Мадагаскарі, в Меланезії, Мікронезії та Полінезії). Багатокорпусні судна також походять від човнів з аутригером.
У яхт аутригером називається будь-який пристрій, що використовується для проведення такелажу, для розміщення баласту за межами бортів судна. Можливість застосування аутригерів залежить від класу яхти.
Колись аутригерами називалися виносні кочети на академічних суднах, які компенсують малу ширину корпусу при веслуванні.

## Колісна техніка
Аутригери — висувні опори спецтехніки (автокранів, маніпуляторів, автовишок, бетононасосів тощо), призначені для забезпечення сталості, зміни кута нахилу установки (зокрема, вирівнювання відносно поверхні землі) і розвантаження осей. Розрізняють аутригери з ручним і гідравлічним висуванням.

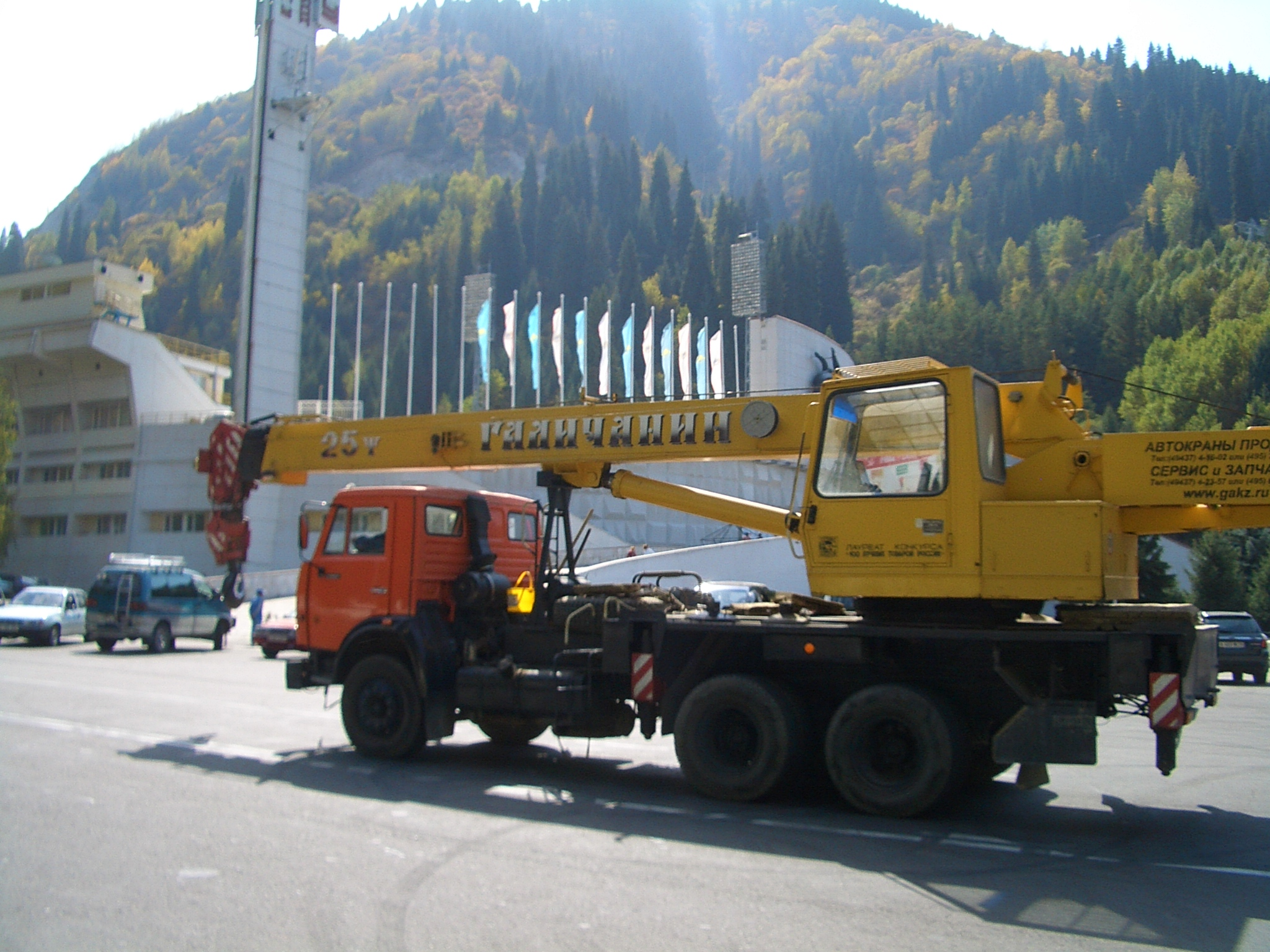
Автокран «Галичанин». Аутригери розташовані в середині і кінці машини і засунуті досередини. Їхні торці пофарбовані червоними і білими смугами
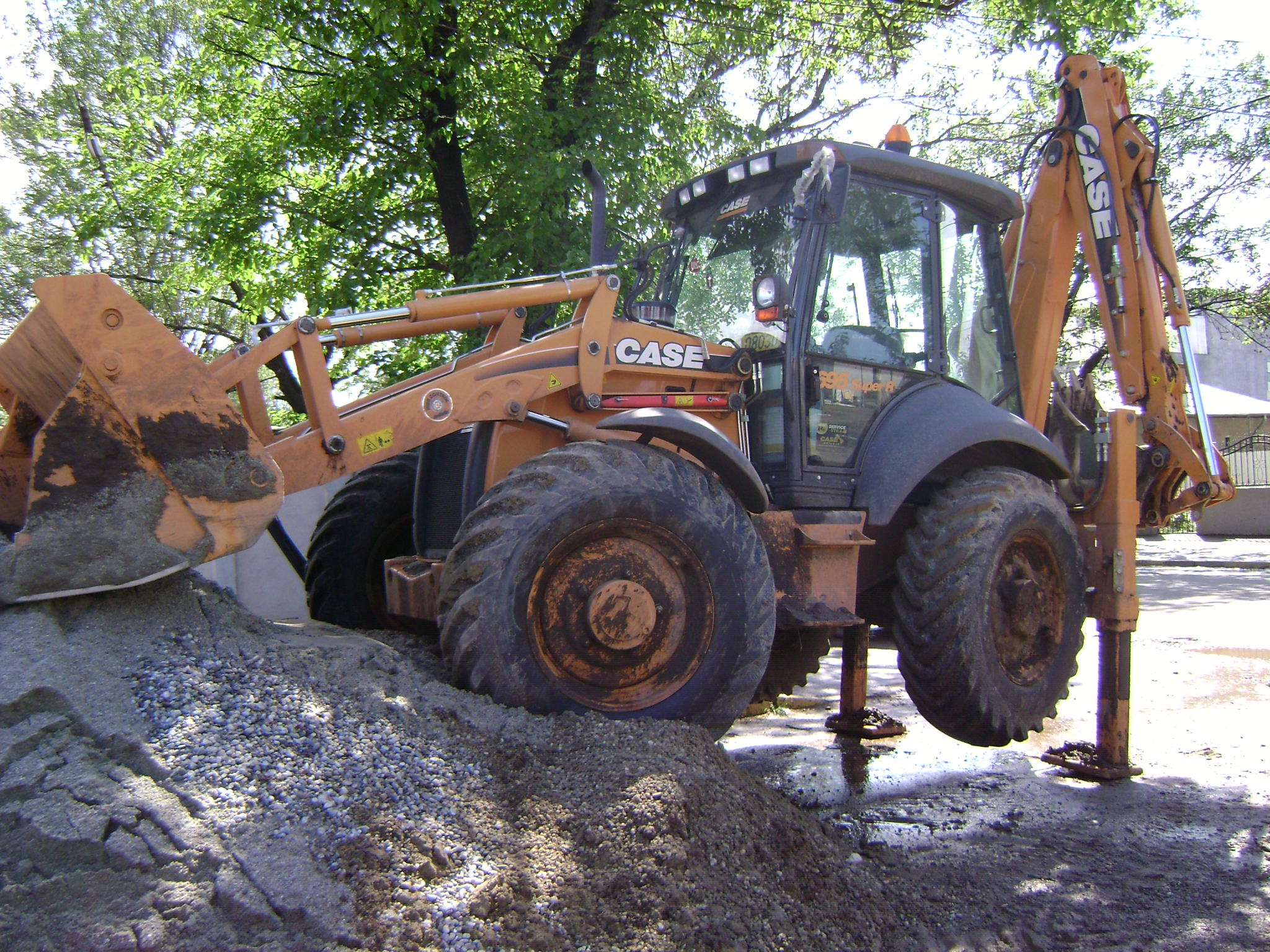
Трактор CASE 695 Super R стоїть на аутригерах
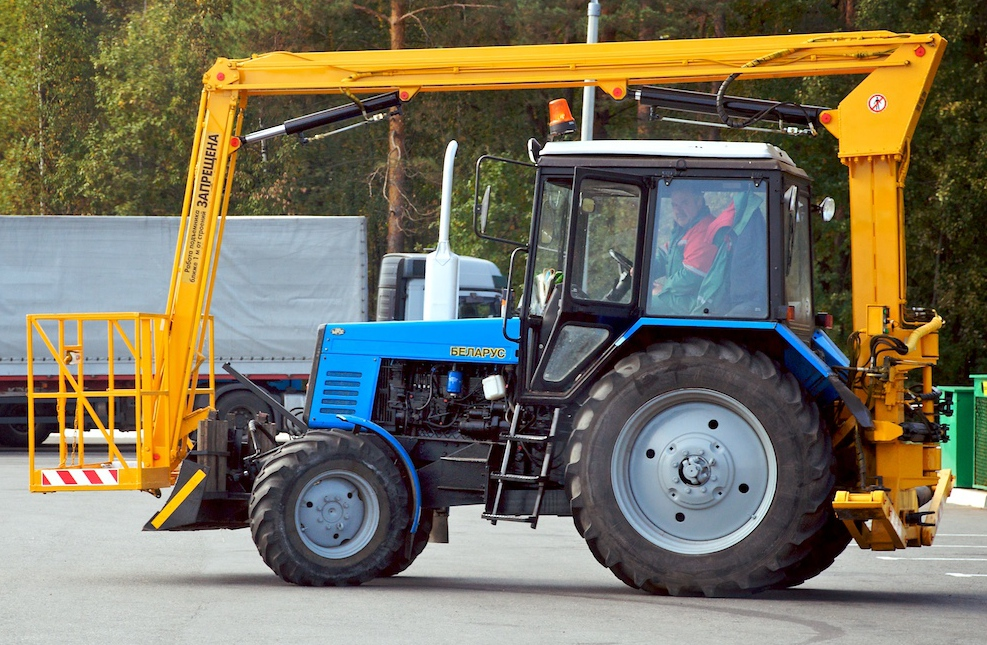
Трактор «Беларус». Аутригери ззаду, підняті
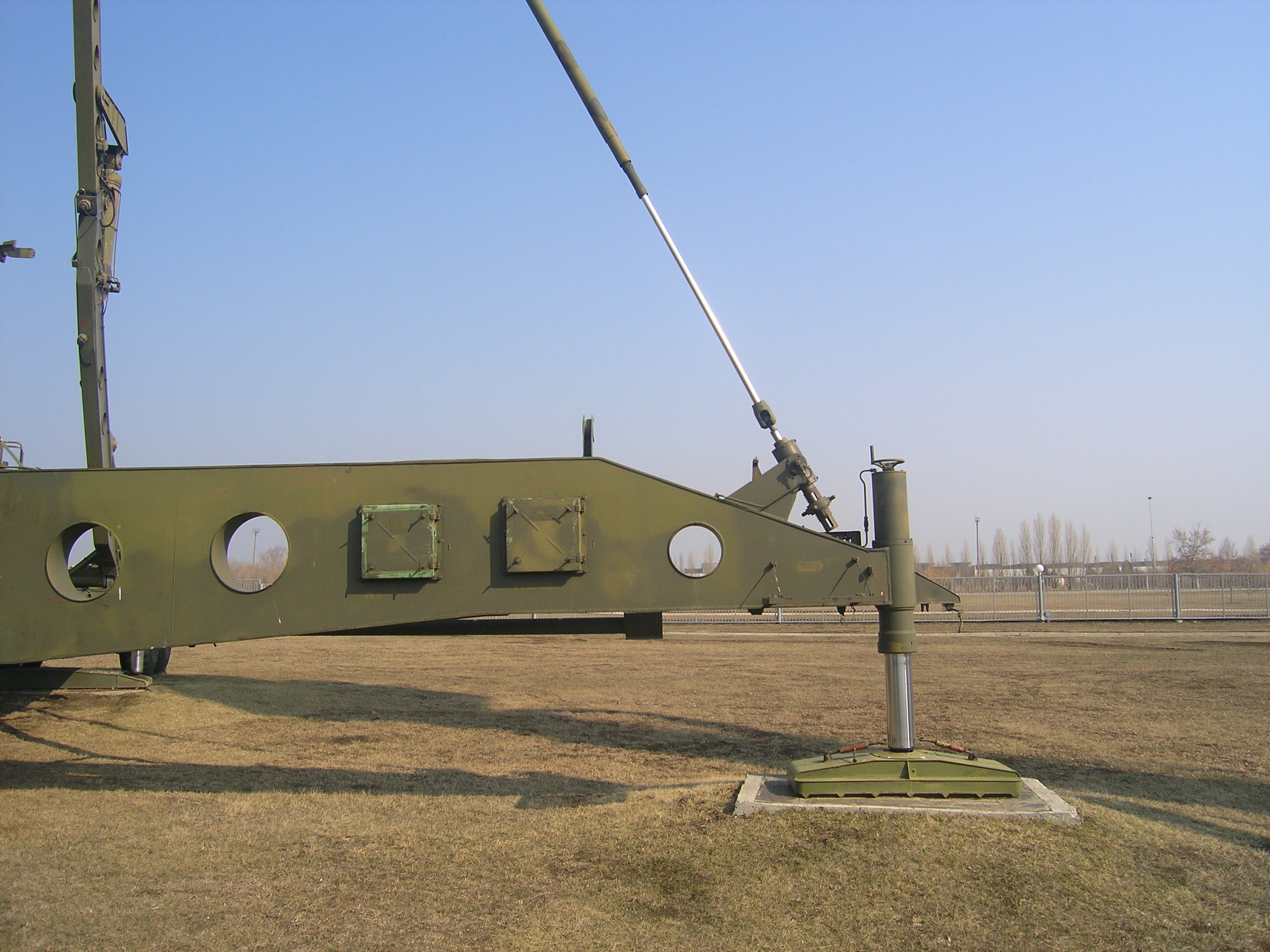
Аутригер радарної установки системи С-300 (див. Загальний вигляд установки)